# Nathaniel Meyer von Rothschild

Nathaniel Meyer Freiherr von Rothschild

Gartenseite des Palais an der Theresianumgasse

Nathaniel Meyer Freiherr von Rothschild (geboren 26. Oktober 1836 in Frankfurt am Main; gestorben 13. Juni 1905 in Wien) war der älteste Sohn des Bankiers Anselm Salomon Freiherr von Rothschild (1803–1874), des Begründers der Österreichischen Creditanstalt für Handel und Gewerbe in Wien.

## Leben
Im Gegensatz zu seinem Bruder Albert Salomon Anselm Freiherr von Rothschild (1844–1911) interessierte er sich wenig für das Bankwesen und verließ das Bankhaus, um sich ausschließlich als Kunstsammler, Bauherr, Reiseschriftsteller, Amateurphotograph, Blumenzüchter und großzügiger Gönner zu betätigen.
Bekannt waren seine mit großen Treibhäusern ausgestatteten Rothschildgärten auf der Hohen Warte in Wien im 19. Bezirk, die nach dem Anschluss Österreichs an Nazideutschland „arisiert“ und im Krieg zu einem Großteil zerstört wurden.
1872 bis 1884 ließ er das Palais Nathaniel Rothschild in der Theresianumgasse 14–16 im 4. Wiener Gemeindebezirk durch den französischen Architekten Jean Girette bauen, wo er seine (teilweise von seinem Vater vererbte) Kunstsammlung unterbrachte. 1884 bis 1889 wurde sein luxuriöses Schloss Hinterleiten (heute auch Schloss Rothschild genannt) als Natur- und Backsteinbau im Louis XIII-Stil in Reichenau an der Rax (Niederösterreich) gebaut, jedoch nicht vollendet und von Rothschild 1890 dem k.u.k. Kriegsministerium als Heim für invalide Subalternoffiziere gestiftet.
Auch das bis heute bestehende Neurologische Krankenhaus der Stadt Wien auf dem Rosenhügel, seit 2002 Nathaniel Freiherr von Rothschild’sche Stiftung für Nervenkranke – Neurologisches Zentrum der Stadt Wien, geht auf eine Stiftung Rothschilds zurück.
Rothschild spielte auch eine wesentliche Rolle bei der Etablierung des ersten Fußballvereins in Österreich, des First Vienna FC 1894, der am 22. August 1894 durch Rothschilds Gärtner in Wien-Döbling gegründet wurde. Als Taufpaten fungierten Rothschild und der Generaldirektor des Bankhauses Rothschild. Die Vereinsfarben wurden mit Blau und Gelb, den Wappenfarben des Hauses Rothschild, festgelegt. Mit diesen Farben spielt der Verein nach wie vor im Stadion Hohe Warte.
Obwohl unverheiratet und kinderlos, gelang es ihm als erstem Mitglied der Familie Rothschild, nicht nur in der „Zweiten Gesellschaft“ zu verkehren, sondern – mit Hilfe der Fürstin Pauline von Metternich, der führenden Salonnière Wiens – auch eine gewisse Akzeptanz in Teilen des österreichischen Adels zu erlangen; er wurde sogar mit einem der dort üblichen «petits noms», Kosenamen, begnadet und „Nathi“ genannt. Er veranstaltete große, glänzende Diners in seinem Palais, bei denen die Fürstin wiederholt die Rolle der Frau des Hauses übernahm und in liebenswürdiger Weise die Honneurs machte.
1903 ließ er sich den üppig ausgestatteten Salonwagen LI von der Nesselsdorfer Waggonfabrik bauen, die Gestaltung übernahm Otto Wagner. Der Wagen besaß eine eigene Küche und im Schlafabteil des Besitzers eine in den Boden eingelassene Sitzbadewanne.
Nathaniel von Rothschild starb 1905. Die Wiener Presse schätzte Rothschilds hinterlassenes Vermögen auf 60 bis 80 Millionen Kronen. Tatsächlich belief es sich auf 186,846.194 Kronen und 90 Heller.